# Zulfia Tchinchanlô
Zulfia Tchinchanlô (em cazaque:  Зүлфия Чиншанло; transliteração inglesa: Zulfiya Chinshanlo; 25 de julho de 1993) é uma halterofilista do Cazaquistão.

## Carreira
Zulfia Tchinchanlô participou da Campeonato Mundial Juvenil (para atletas de até 17 anos) em maio de 2009, conquistando a terceira posição na categoria até 58 kg, com um total combinado de 207 kg (92 kg no arranco e 115 kg no arremesso). Ela ficou atrás da chinesa Deng Wei, que levantou 222 kg (98+124), e da norte-coreana Rim Jong-Sim, que atingiu 212 kg (92+120).
Ainda em 2009, no Campeonato Mundial para adultos, realizado em novembro, Zulfia levantou 90 kg no arranco na categoria até 53 kg, ficando na quinta posição. No entanto, ao conseguir levantar 129 kg no arremesso, alcançou um total de 219 kg e se tornou campeã mundial aos 16 anos e 120 dias, tornando-se até então a mais jovem campeã mundial da história. Ela também se tornou a primeira mulher do Cazaquistão a ganhar uma medalha no Campeonato Mundial de Halterofilismo. Nessa competição, ela superou a chinesa Chen Xiaoting, com 218 kg (95+123), e a sul-coreana Yoon Jin-Hee, com 209 kg (93+116).
Em 2010, conquistou a medalha de prata nos Jogos Olímpicos da Juventude (225 kg), ficando atrás de Deng Wei (242 kg) na categoria até 58 kg. No mesmo ano, também ganhou a prata nos Jogos Asiáticos (219 kg), atrás da chinesa Li Ping (230 kg) na categoria até 53 kg.
No Campeonato Mundial de 2011, ela ganhou a medalha de ouro no arranque (97 kg) e estabeleceu um recorde mundial no arremesso (130 kg), que também foi um recorde mundial júnior. O total de 227 kg alcançado na categoria até 53 kg também foi um recorde mundial júnior.
Nos Jogos Olímpicos de Verão de 2012, conquistou a medalha de ouro na categoria até 53 kg. Levantou 95 kg no arranque, terminando temporariamente em 3º lugar na prova, atrás de Cristina Iovu, então da Moldava, com 99 kg, e da taiwanesa Hsu Shu-Ching, com 96 kg. Na prova do arremesso Cristina Iovu levantou 120 kg, somando 219 kg, e Hsu Shu-Ching levantou 123 kg, finalizando com 219 kg. Zulfia Tchinchanlô levantou 125 kg em sua primeira tentativa, assumindo a liderança. Com o fracasso de Cristina Iovu ao tentar 125 kg, Tchinchanlô garantiu a medalha de ouro com um total de 220 kg. Hsu Shu-Ching, por ter menor peso corporal, ficou com a prata. Na segunda tentativa, Tchinchanlô superou o recorde mundial ao levantar 131 kg, somando 226 kg no total. Ela tentou 135 kg na terceira tentativa, mas não conseguiu completar o movimento.
Em 2014, nos Jogos Asiáticos em Incheon, Zulfia quebrou o recorde mundial do arremesso na categoria até 53 kg ao levantar 132 kg. No entanto, perdeu a medalha de ouro para Hsu Shu-Ching, que totalizou 233 kg, superando-a por 5 kg. Zulfia ainda teve uma tentativa para levantar 137 kg e conquistar o ouro, mas falhou.
No mesmo ano, no Mundial de Levantamento de Peso em Almati, Zulfia Tchinchanlô conquistou o ouro na categoria 53 kg, quebrou seu próprio recorde mundial no arremesso ao levantar 133 kg e depois 134 kg. A atleta cazaque venceu a competição com um total de 232 kg (98 kg no arranco e 134 kg no arremesso).
No ínicio de junho de 2016, no Campeonato Nacional do Cazaquistão, ela levantou 100 kg no arranque e 137 kg, na categoria até 58 kg.
Em junho de 2016, a Federação Internacional de Halterofilismo anunciou que novos testes realizados nas amostras colhidas durante os Jogos Olímpicos de 2012 indicaram que Zulfia Tchinchanlô havia testado positivo para substâncias proibidas, especificamente oxandrolona e estanozolol. Como consequência, ela foi desclassificada e teve sua medalha olímpica revogada em outubro de 2016. Ela foi suspensa por dois anos das competições e a medalha de ouro foi realocada para Hsu Shu-Ching.
Após a suspensão, ela pode participar do Campeonato Mundial de 2018, na nova categoria de peso até 55 kg. Inicialmente, terminou em quinto lugar, mas foi realocada para a terceira posição devido à desclassificação por doping da tailandesa Sukanya Srisurat e de Cristina Iovu, agora competindo pela Romênia.
Zulfia conseguiu se classificar para os Jogos Olímpicos de Tóquio, realizados em 2021, onde conquistou a medalha de bronze na categoria feminina até 55 kg.
Em 2022, conquistou a medalha de ouro nos Jogos Islâmicos da Solidariedade, em agosto, na categoria até 59 kg, e venceu o Campeonato Asiático, em outubro, na categoria até 55 kg, com 220 kg no total, seu melhor desempenho desde 2014.
Em 22 de dezembro de 2022, Zulfia Tchinchanlô foi suspensa do esporte por oito anos devido ao uso de doping, conforme relatado pelo portal Vesti.kz. A atleta foi punida por reincidência na violação das regras antidoping. Em uma amostra fora de competição, coletada em 27 de outubro de 2022 pelo Centro Nacional Antidoping da República do Cazaquistão, foram detectados em seu organismo vestígios do anabolizante metandienona, poucas semanas após o Campeonato Asiático.

## Controvérsia sobre a nacionalidade

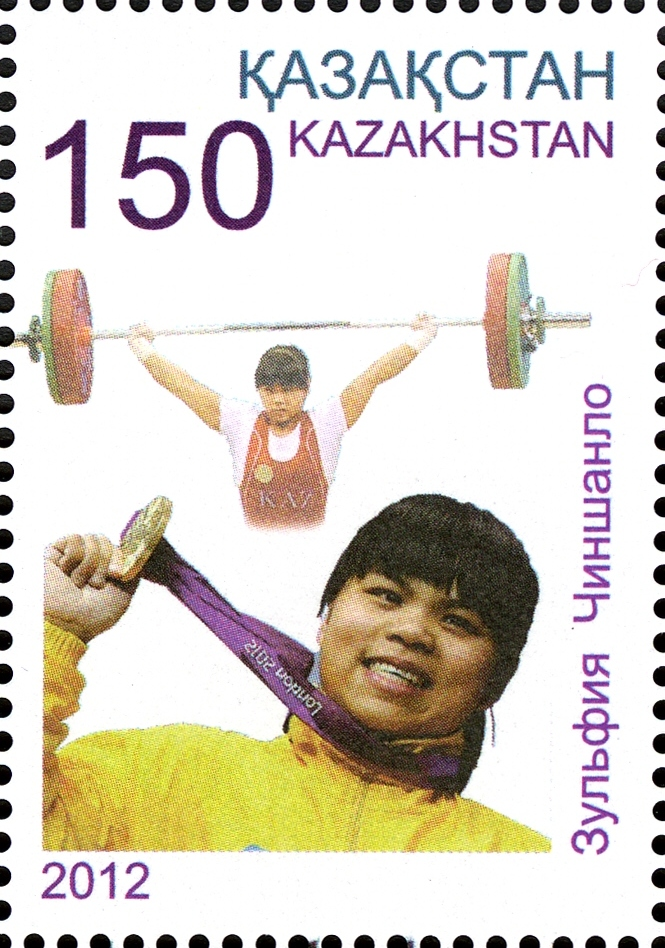
Selo postal do Cazaquistão de 2013

A nacionalidade de Zulfia Tchinchanlô tornou-se alvo de controvérsia entre Cazaquistão e China, amplamente debatida na mídia, após sua vitória nos Jogos Olímpicos de 2012. Ela é identificada como pertencente à etnia dungan e nasceu em Almati, Cazaquistão. No entanto, a mídia chinesa afirma que ela nasceu em Yongzhou, província de Hunã, sob o nome Zhao Changling ou Zhao Changning, e foi transferida para o Cazaquistão no início de 2008 por um contrato de cinco anos, aprovado pelo governo chinês.
Relatos apontam que Zulfia e Maia Maneza foram enviadas ao Cazaquistão como parte do 'Plano de Criação de Lobos', um programa chinês que destinava atletas a competir por outros países. Segundo a mídia chinesa, ambas teriam sido "vendidas" por US$ 25.000, com registros mantidos no Escritório de Esportes de Hunã. "Se eu escolhesse permanecer na China, provavelmente não teria tido a oportunidade (de competir nas Olimpíadas)", teria dito.
A controvérsia se intensificou em outubro de 2012, quando Zulfia viajou para Changsha, onde teria recebido um documento de identidade chinês. Poucos dias depois, ela retornou ao Cazaquistão, negando as alegações.
As autoridades esportivas cazaques reafirmaram que Zulfia Tchinchanlô vive e treina no país desde os 14 anos, que sua viagem à China foi apenas uma visita de férias para reencontrar seus parentes e que não receberam nenhuma reivindicação oficial por parte da China solicitando seu retorno.

## Quadro de resultados
| Ano                              | Lugar                             | Categoria       | Marca (kg) / pos. | Marca (kg) / pos. | Marca (kg) / pos. | Ref.            |
| Ano                              | Lugar                             | Categoria       | Arranque          | Arremesso         | Total             | Ref.            |
| Jogos Olímpicos                  | Jogos Olímpicos                   | Jogos Olímpicos | Jogos Olímpicos   | Jogos Olímpicos   | Jogos Olímpicos   | Jogos Olímpicos |
| -------------------------------- | --------------------------------- | --------------- | ----------------- | ----------------- | ----------------- | --------------- |
| 2012                             | Londres, Inglaterra               | –53 kg          | 95 / DSQ          | 131 / DSQ         | 226 / DSQ         | [ 36 ]          |
| 2021                             | Tóquio, Japão                     | –55 kg          | 90 / 5            | 123 / 3           | 213 /             | [ 37 ]          |
| Campeonato Mundial               |                                   |                 |                   |                   |                   |                 |
| 2009                             | Goyang, Coreia do Sul             | –53 kg          | 90 / 5            | 129 (RMJv) /      | 219 /             | [ 4 ]           |
| 2011                             | Paris, França                     | –53 kg          | 97 /              | 130(RMJn) /       | 227 /             | [ 5 ]           |
| 2014                             | Almati, Cazaquistão               | –53 kg          | 98 /              | 134(RM) /         | 232 /             | [ 38 ] [ 39 ]   |
| 2018                             | Asgabate, Turquemenistão          | –55 kg          | 93 kg / 8         | 120 kg /          | 213 kg /          | [ 38 ] [ 39 ]   |
| 2019                             | Pattaya, Tailândia                | –55 kg          | 93 / 7            | 120 / 4           | 213 / 4           | [ 38 ] [ 39 ]   |
| Jogos Asiáticos                  |                                   |                 |                   |                   |                   |                 |
| 2010                             | Cantão, China                     | –53 kg          | 97 / 2            | 122 / 3           | 219 /             | [ 40 ]          |
| 2014                             | Incheon, Coreia do Sul            | –53 kg          | 96 / 3            | 132 / 1           | 228 /             | [ 41 ]          |
| Campeonato Asiático              |                                   |                 |                   |                   |                   |                 |
| 2019                             | Liampó, China                     | –55 kg          | 84 / 4            | 110 / 4           | 194 / 4           | [ 38 ]          |
| 2021                             | Tasquente, Usbequistão            | –55 kg          | 92 / 4            | 118 /             | 210 / 5           | [ 38 ]          |
| 2022                             | Manama, Bahrein                   | –55 kg          | 95 /              | 125 /             | 220 /             | [ 21 ] [ 38 ]   |
| Jogos Islâmicos da Solidariedade |                                   |                 |                   |                   |                   |                 |
| 2022                             | Cônia, Turquia                    | –59 kg          | 95 /              | 125 /             | 220 /             | [ 42 ]          |
| Jogos Olímpicos da Juventude     |                                   |                 |                   |                   |                   |                 |
| 2010                             | Singapura                         | –58 kg          | 95 / 2            | 130 / 2           | 225 /             | [ 43 ]          |
| Campeonato Mundial Juvenil       |                                   |                 |                   |                   |                   |                 |
| 2009                             | Chiangmai, Tailândia              | –58 kg          | 92 /              | 115 /             | 207 /             | [ 4 ]           |
| Campeonato Asiático Juvenil      |                                   |                 |                   |                   |                   |                 |
| 2008                             | Jeonju, Coreia do Sul             | –58 kg          | 80 /              | 113 /             | 193 /             | [ 44 ]          |
| Outras                           |                                   |                 |                   |                   |                   |                 |
| 2019                             | Fucheu, China IWF World Cup       | –55 kg          | não iniciou       | não iniciou       | —                 | [ 17 ]          |
| 2019                             | Grodno, Belarus IWF Alexander Cup | –55 kg          | 85 kg /           | 115 kg /          | 200 kg /          | [ 45 ]          |

NOTAS
1. ↑  Edição de 2020 adiada para 2021
2. ↑  Edição de 2020 realizada em 2021
3. ↑  Edição de 2021 realizada em 2022